# Panamerikanische Spiele 2011/Leichtathletik – 100 m der Männer
Der 100-Meter-Lauf der Männer bei den Panamerikanischen Spielen 2011 fand am 24. und 25. Oktober 2011 im Telmex Athletics Stadium in Guadalajara statt.
33 Athleten aus 23 Ländern nahmen an dem Wettbewerb teil. Die Goldmedaille gewann Lerone Clarke nach 10,01 s, Silber ging an Kim Collins mit 10,04 s und die Bronzemedaille sicherte sich Emmanuel Callender mit 10,16 s.

## Rekorde
Vor dem Wettbewerb galten folgende Rekorde:
| Weltrekord        | Usain Bolt       | 9,58 s  | Weltmeisterschaften in Berlin, Deutschland    | 16. August 2009 |
| Rekord der Spiele | Leandro Peñalver | 10,06 s | Panamerikanische Spiele in Caracas, Venezuela | 24. August 1983 |

## Vorläufe
Aus den fünf Vorläufen qualifizierten sich die jeweils zwei Ersten jedes Laufes – hellblau unterlegt – und zusätzlich die sechs Zeitschnellsten – hellgrün unterlegt – für das Halbfinale.

### Lauf 1
24. Oktober 2011, 15:15 Uhr

Wind: −1,0 m/s
| Platz | Bahn | Athlet           | Land        | Zeit (s) |
| ----- | ---- | ---------------- | ----------- | -------- |
| 1     | 4    | Nilson André     | Brasilien   | 10,33    |
| 2     | 2    | David Lescay     | Kuba        | 10,36    |
| 3     | 7    | Oshane Bailey    | Jamaika     | 10,41    |
| 4     | 3    | Miguel López     | Puerto Rico | 10,48    |
| 5     | 5    | Rolando Palacios | Honduras    | 10,49 SB |
| 6     | 8    | Kael Becerra     | Chile       | 10,49    |
| 7     | 6    | Linford Avila    | Belize      | 11,74    |

### Lauf 2
24. Oktober 2011, 15:22 Uhr

Wind: +1,2 m/s
| Platz | Bahn | Athlet             | Land                | Zeit (s) |
| ----- | ---- | ------------------ | ------------------- | -------- |
| 1     | 4    | Emmanuel Callender | Trinidad und Tobago | 10,13    |
| 2     | 5    | Calesio Newman     | Vereinigte Staaten  | 10,30    |
| 3     | 7    | Jamila Rolle       | Bahamas             | 10,45    |
| 4     | 3    | Franklin Nazareno  | Ecuador             | 10,52    |
| 5     | 6    | Adam Harris        | Guyana              | 10,62    |
| 6     | 8    | Jorge Alonzo       | Mexiko              | 10,78    |

### Lauf 3
24. Oktober 2011, 15:29 Uhr

Wind: −0,2 m/s
| Platz | Bahn | Athlet            | Land                | Zeit (s) |
| ----- | ---- | ----------------- | ------------------- | -------- |
| 1     | 6    | Michael Herrera   | Kuba                | 10,31    |
| 2     | 5    | Tre Houston       | Bermuda             | 10,40    |
| 3     | 4    | Adrian Griffith   | Bahamas             | 10,41    |
| 4     | 8    | Monzavous Edwards | Vereinigte Staaten  | 10,53    |
| 5     | 7    | Darrel Brown      | Trinidad und Tobago | 10,63    |
| 6     | 3    | Miguel Wilken     | Argentinien         | 10,66    |

### Lauf 4
24. Oktober 2011, 15:36 Uhr

Wind: −2,0 m/s
| Platz | Bahn | Athlet            | Land                           | Zeit (s) |
| ----- | ---- | ----------------- | ------------------------------ | -------- |
| 1     | 7    | Kim Collins       | St. Kitts und Nevis            | 10,37    |
| 2     | 5    | Carlos Jorge      | Dominikanische Republik        | 10,43    |
| 3     | 4    | Ramon Gittens     | Barbados                       | 10,45    |
| 4     | 6    | Isidro Montoya    | Kolumbien                      | 10,60    |
| 5     | 2    | Lee Prowell       | Guyana                         | 10,65    |
| 6     | 8    | Courtney Williams | St. Vincent und die Grenadinen | 11,15    |
| 7     | 3    | Jurgen Themen     | Suriname                       | 11,71    |

### Lauf 5
24. Oktober 2011, 15:43 Uhr

Wind: −0,1 m/s
| Platz | Bahn | Athlet               | Land                         | Zeit (s) |
| ----- | ---- | -------------------- | ---------------------------- | -------- |
| 1     | 8    | Lerone Clarke        | Jamaika                      | 10,15    |
| 2     | 5    | Álvaro Gómez         | Kolumbien                    | 10,31    |
| 3     | 2    | Jason Rogers         | St. Kitts und Nevis          | 10,35 PB |
| 4     | 3    | Sandro Viana         | Brasilien                    | 10,38    |
| 5     | 7    | Dontae Richards-Kwok | Kanada                       | 10,61    |
| 6     | 4    | Adrian Durant        | Amerikanische Jungferninseln | 10,64 PB |
|       |      | Juan Jose Reyes      | Mexiko                       | DSQ V1   |

## Halbfinale
Aus den zwei Halbfinalläufen qualifizierten sich die jeweils vier Ersten jedes Laufes – hellblau unterlegt – für das Finale.

### Lauf 1
24. Oktober 2011, 17:50 Uhr

Wind: −1,9 m/s
| Platz | Bahn | Athlet          | Land                    | Zeit (s) |
| ----- | ---- | --------------- | ----------------------- | -------- |
| 1     | 3    | Lerone Clarke   | Jamaika                 | 10,17    |
| 2     | 1    | Carlos Jorge    | Dominikanische Republik | 10,30    |
| 3     | 5    | Álvaro Gómez    | Kolumbien               | 10,40    |
| 4     | 6    | Calesio Newman  | Vereinigte Staaten      | 10,42    |
| 5     | 8    | Jason Rogers    | St. Kitts und Nevis     | 10,44    |
| 6     | 2    | Sandro Viana    | Brasilien               | 10,49    |
| 7     | 4    | Michael Herrera | Kuba                    | 10,52    |
| 8     | 7    | Adrian Griffith | Bahamas                 | 10,59    |

### Lauf 2
24. Oktober 2011, 17:57 Uhr

Wind: +0,4 m/s
| Platz | Bahn | Athlet             | Land                | Zeit (s) |
| ----- | ---- | ------------------ | ------------------- | -------- |
| 1     | 4    | Kim Collins        | St. Kitts und Nevis | 10,00 PR |
| 2     | 6    | Emmanuel Callender | Trinidad und Tobago | 10,17    |
| 3     | 5    | Nilson André       | Brasilien           | 10,23    |
| 4     | 3    | David Lescay       | Kuba                | 10,31    |
| 5     | 1    | Ramon Gittens      | Barbados            | 10,37    |
| 6     | 7    | Jamial Rolle       | Bahamas             | 10,49    |
|       | 2    | Oshane Bailey      | Jamaika             | DSQ HF1  |
|       | 8    | Tre Houston        | Bermuda             | DSQ HF1  |

## Finale
25. Oktober 2011, 18:20 Uhr

Wind: +0,2 m/s
| Platz | Bahn | Athlet             | Land                    | Zeit (s) |
| ----- | ---- | ------------------ | ----------------------- | -------- |
|       | 5    | Lerone Clarke      | Jamaika                 | 10,01 PB |
|       | 3    | Kim Collins        | St. Kitts und Nevis     | 10,04    |
|       | 4    | Emmanuel Callender | Trinidad und Tobago     | 10,16    |
| 4     | 6    | Carlos Jorge       | Dominikanische Republik | 10,26    |
| 5     | 8    | Nilson André       | Brasilien               | 10,26    |
| 6     | 1    | Calesio Newman     | Vereinigte Staaten      | 10,31    |
| 7     | 7    | Álvaro Gómez       | Kolumbien               | 10,33    |
| 8     | 2    | David Lescay       | Kuba                    | 10,39    |